# 尖齿石笔木
尖齿石笔木（学名：Tutcheria acutiserrata）为山茶科石笔木属下的一个种。

## 扩展阅读
- 維基物種上的相關：尖齿石笔木